# يوم الانتصار على اليابان
يوم الانتصار على اليابان (المعروف أيضًا بأسم يوم V-J ، يوم الانتصار في المحيط الهادئ أو يوم V-P ) من 14 إلى 15 أغسطس 1945 هو اليوم الذي استسلمت فيه اليابان وانتهت الحرب العالمية الثانية (وذلك لتغير المنطقة الزمنية وإعلان الإمبراطور الياباني الاستسلام في اليوم التالي).
في اليابان، يُعرف 15 أغسطس عادةً باسم «يوم ذكرى نهاية الحرب» (終 戦 記念 日)؛ الاسم الرسمي لهذا اليوم هو «يوم حداد قتلى الحرب والصلاة من أجل السلام» (戦 没 者 を 追悼 し 平和 を 祈 念 す る 日). تم اعتماد هذا الاسم الرسمي في عام 1982 بموجب مرسوم صادر عن الحكومة اليابانية.

## الإستسلام

### الأحداث التي تسبق يومالانتصار على اليابان
في 6 و 9 أغسطس 1945، ألقى الحلفاء قنابل ذرية على هيروشيما وناغازاكي، على التوالي. في 9 أغسطس، أعلن الاتحاد السوفيتي الحرب على اليابان. أبلغت الحكومة اليابانية في 10 أغسطس عن نيتها الاستسلام بموجب شروط إعلان بوتسدام.
بدأت الاحتفالات مُبكرة حول العالم. رقص جُنود الحلفاء في لندن رقصة الكونجا في شارع ريجنت. عرض أميركيون وفرنسيون في باريس عرضًا في شارع الشانزليزيه وهم يغنون «لا تسورني في». وهتف الجنود الأمريكيون في برلين المُحتلة «انتهى الأمر في المُحيط الهادئ»، وأعربوا عن أملهم في ألا يتم نقلهم لمُحاربة اليابانيين. صرح الألمان أن اليابانيين كانوا حُكماء بما يكفي - على عكس أنفسهم - للاستسلام في وضع ميؤوس منه، وكانوا مُمتنين لأن القنبلة الذرية لم تكن جاهزة في الوقت المُناسب لاستخدامها ضدهم. وتحدّثت صحف موسكو بإيجاز عن التفجيرات الذرية دون أي تعليق من أي نوع. في حين أن «الروس والأجانب على حد سواء بالكاد يستطيعون التحدث عن أي شيء آخر»، رفضت الحكومة السوفيتية الإدلاء بأي تصريحات حول تداعيات القنابل على السياسة أو العلم.
في تشونغكينغ، أطلق الصينيون المفرقعات النارية و «كادوا أن يدفنوا [الأمريكيين] من الامتنان». في مانيلا، غنى السكان «بارك الله في أمريكا». في أوكيناوا، قُتل ستة رجال وجُرح العشرات عندما «أخذ الجنود الأمريكيون كل سلاح في متناول اليد وبدأوا في إطلاق النار في السماء» للاحتفال؛ بدت السفن في الأحياء العامة وأطلقت مدافع مضادة للطائرات حيث اعتقد طاقمها أن هجوم كاميكازي كان يحدُث. في جزيرة تينيان، تم إخبار أطقم B-29 التي كانت تستعد لمهمتهم التالية فوق اليابان أنه تم إلغاؤها، لكن لم يتمكنوا من الاحتفال لأنه قد يتم إعادة جدولتها.

### قبول اليابان لإعلان بوتسدام
بعد ظهر يوم 15 أغسطس 1945 بقليل، تم بث إعلان الإمبراطور هيروهيتو عن قبول اليابان لبنود إعلان بوتسدام للشعب الياباني عبر الراديو. في وقت سابق من اليوم نفسه، كانت الحكومة اليابانية قد بثت إعلانًا عبر راديو طوكيو مفاده أن «قبول إعلان بوتسدام [سيكون] قريبًا»، وأبلغت الحلفاء بالاستسلام عن طريق إرسال برقية إلى الرئيس الأمريكي هاري ترومان عبر البعثة الدبلوماسية السويسرية في واشنطن العاصمة تم بث بث على مستوى البلاد بواسطة ترومان في تمام الساعة السابعة مساءً (بالتوقيت الصيفي في واشنطن العاصمة) يوم الثلاثاء، 14 أغسطس، للإعلان عن الاتصال وأن الحدث الرسمي كان مقررًا في 2 سبتمبر. وفي إعلانه عن استسلام اليابان في 14 أغسطس، قال ترومان إن «إعلان يوم الجيش اليوغوسلافي يجب أن ينتظر التوقيع الرسمي على شروط الاستسلام من قبل اليابان».
منذ استسلام دول المحور الأوروبي قبل ثلاثة أشهر من الإستسلام، كان يوم الإستسلام الياباني هو النهاية الفعلية للحرب العالمية الثانية، على الرغم من عدم توقيع معاهدة سلام بين اليابان ومعظم الحلفاء حتى عام 1952، وبين اليابان والاتحاد السوفيتي حتى عام 1956. في أستراليا، تم استخدام اسم VP Day منذ البداية. تشير صحيفة كانبرا تايمز في 14 أغسطس 1945 إلى الاحتفالات بيوم V-P، وأصدرت الحكومة عطلة عامة ليوم V-P في الجريدة الرسمية في ذلك العام وفقًا للنصب التذكاري للحرب الأسترالية.

### الاحتفالات العامة
بعد أنباء القبول الياباني وقبل إعلان ترومان، بدأ المدنيون بالاحتفال «وكأن الفرح قد تم تقنينه وحفظه لثلاث سنوات وثمانية أشهر وسبعة أيام منذ الأحد 7 ديسمبر 1941» (يوم الهجوم الياباني على بيرل هاربور)، ذكرت مجلة لايف. في واشنطن العاصمة حاول حشد اقتحام أراضي البيت الأبيض وهم يهتفون «نريد هاري!»
في سان فرانسيسكو، قفزت امرأتان عاريتان في بركة في مركز سيفيك وسط هتافات الجنود. والأخطر من ذلك، أن الآلاف من السكارى، الغالبية العُظمى منهم من المجندين في البحرية الذين لم يخدموا في مسرح الحرب، شرعوا في ما لخصته صحيفة سان فرانسيسكو كرونيكل في عام 2015 على أنه «ثلاثة ليال من التخريب والنهب والاعتداء والسرقة، اغتصاب وقتل» و«أعمال الشغب الأكثر دموية في تاريخ المدينة»، مع إصابة أكثر من 1000 شخص، وقتل 13، واغتصاب ست نساء على الأقل. لم ينتج عن أي من هذه الأعمال اتهامات جنائية خطيرة، ولم تتم مُعاقبة أي مسؤول مدني أو عسكري، مما دفع صحيفة كرونيكل إلى استنتاج أن «المدينة حاولت ببساطة التظاهر بأن أعمال الشغب لم تحدث أبدًا».
تجمع أكبر حشد في تاريخ تايمز سكوير في مدينة نيويورك للاحتفال. تم الإعلان عن الانتصار نفسه من خلال عنوان رئيسي على شريط الأخبار «سستة» في ميدان التايمز، والذي كتب «رسميًا *** علن ترومان عن استسلام ياباني ***»؛ تمثل العلامات النجمية الستة فروع القوات المسلحة الأمريكية. في منطقة الملابس، ألقى العمال قصاصات من القماش وشريط لاصق، تاركين كومة بعمق خمس بوصات في الشوارع. أثارت أخبار نهاية الحرب «جنونًا من الساحل إلى الساحل من [الجنود] بالتقبيل... كل شخص يرتدي التنانير التي حدثت»، مع نشر صورًا لمثل هذه القبلات في واشنطن، وكانساس سيتي، ولوس أنجلوس، وميامي.

## معرض الصور

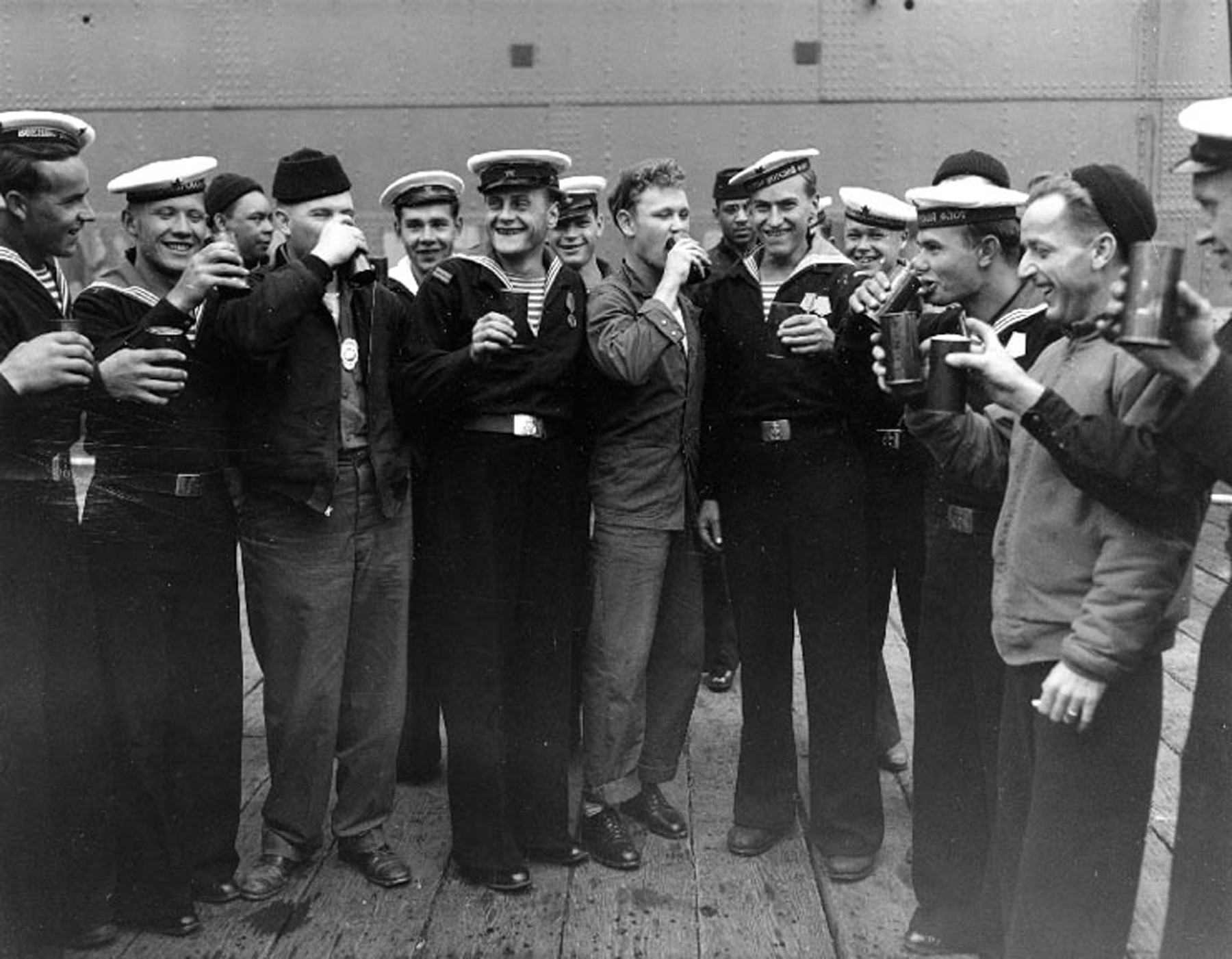
البحارة الأمريكيون والسوفييت يحتفلون معًا بيوم VJ في 14 أغسطس 1945
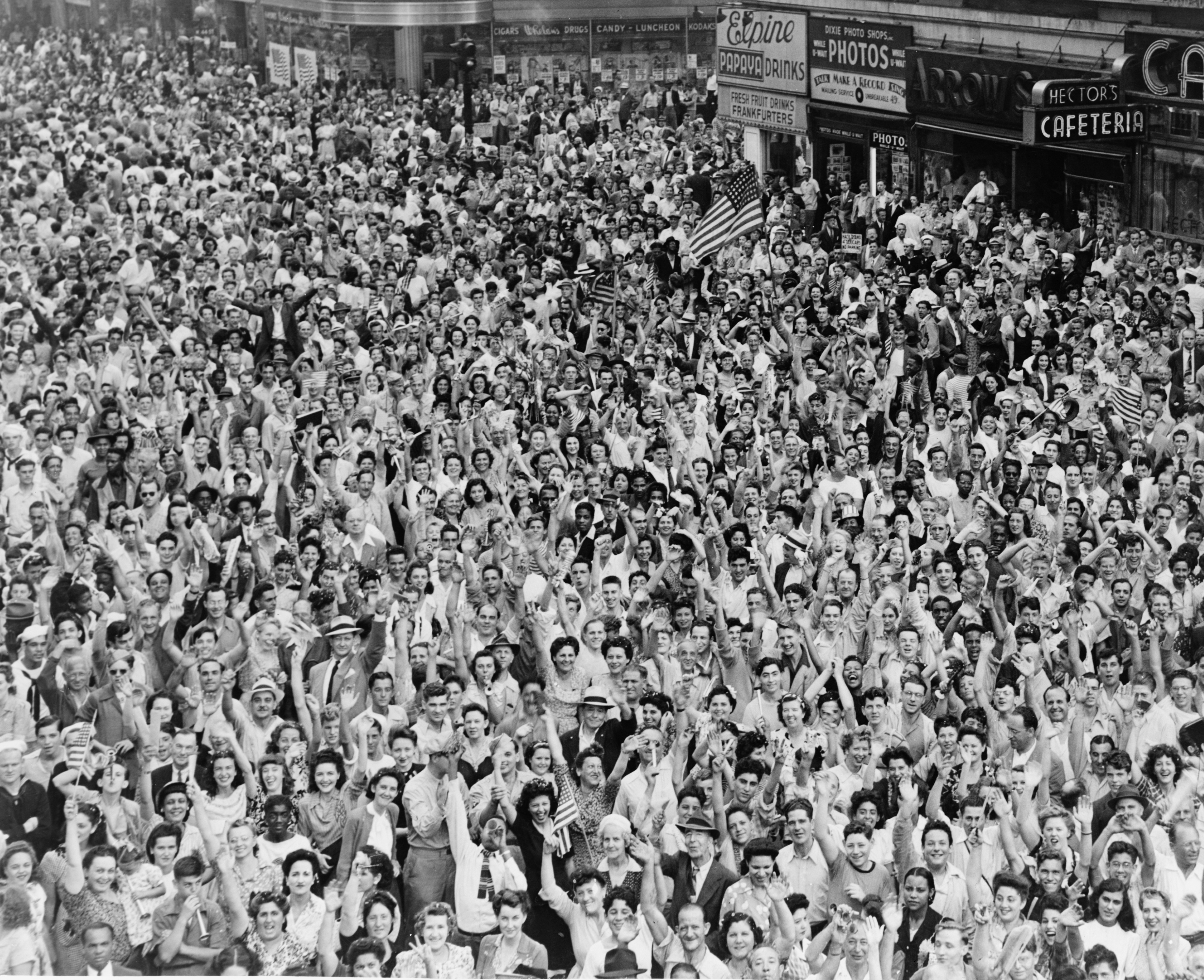
احتفلت الحشود بيوم VJ في تايمز سكوير في 14 أغسطس 1945
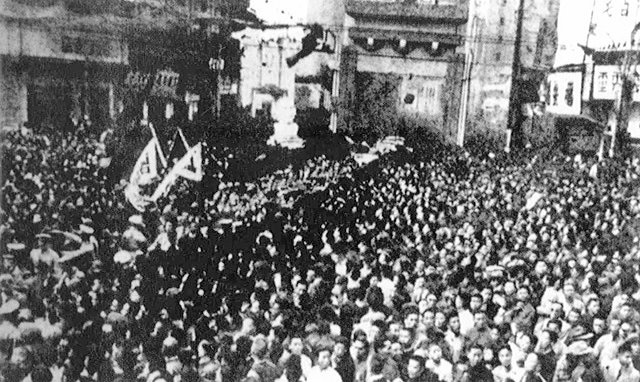
حشود في شنغهاي تحتفل بيوم VJ في 15 أغسطس 1945
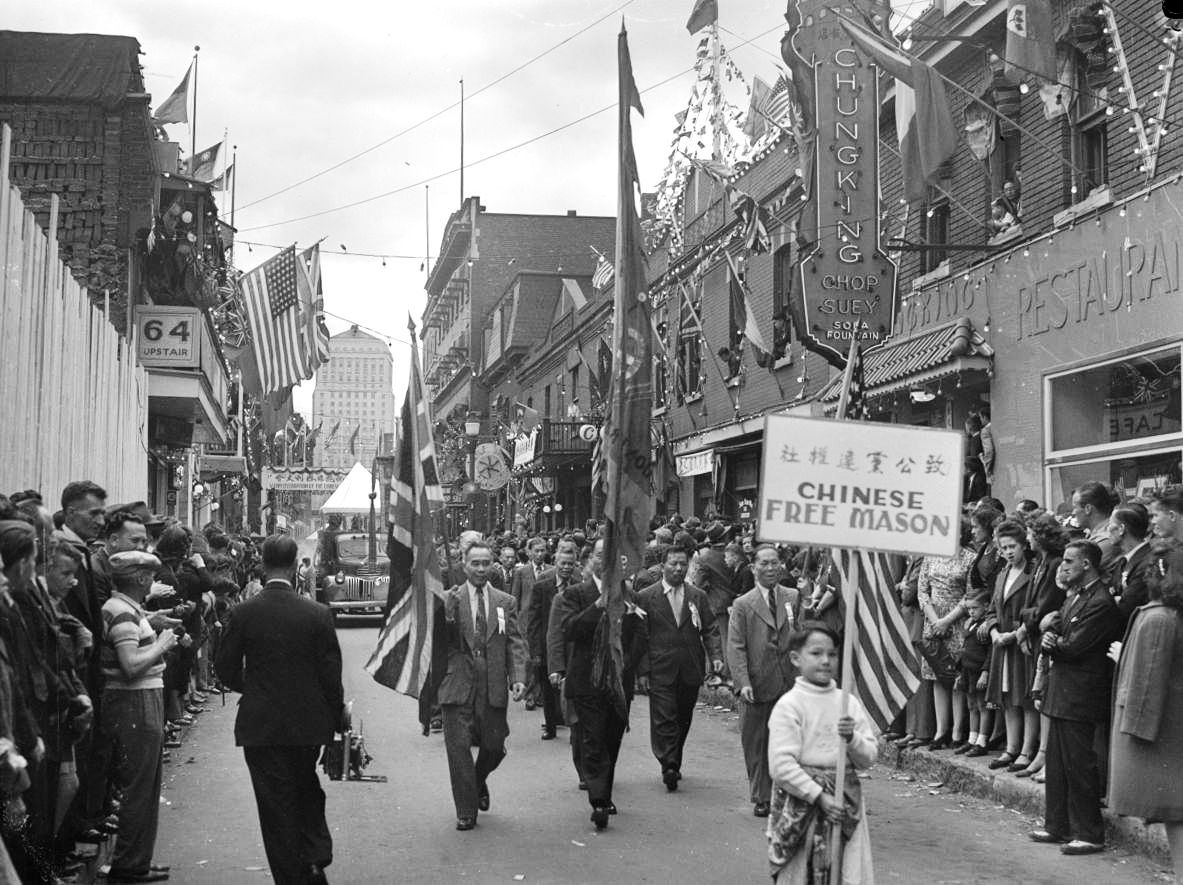
يحتفل المجتمع الصيني في مونتريال بيوم VJ مع عرض في الحي الصيني في 2 سبتمبر 1945

## وصلات خارجية
- The U.S. Army in Post WWII Japan
- V-J Day portal at the مركز التاريخ العسكري لجيش الولايات المتحدة
- Original Document: Surrender of Japan
- Japanese Sign Final Surrender Video[وصلة مكسورة]
- Life Magazine: V-J Day Kiss[وصلة مكسورة]
- V-J Day Proclamation, 1945 — from the State Library and Archives of Florida.[وصلة مكسورة]
- VJ Day in New Zealand
- Gallery: V-J Day Around the World, 1945[وصلة مكسورة]